# Iuni Leninets
Iuni Leninets (en rus: Юный Ленинец) és un poble (un possiólok) de l'óblast de Novossibirsk, a Rússia, que en el cens del 2010 tenia 1.359 habitants, pertany al districte de Novossibirsk.